# Jarcha (banda)
Jarcha es un grupo musical español de Huelva (Andalucía), creado en el año 1972, por Maribel Martín, Lola Bon, Antonio Ángel Ligero, Ángel Corpa, Crisanto Martín, Gabriel Travé y Rafael Castizo.

## Trayectoria
Su línea musical se cimenta sobre tres pilares fundamentalmente:
- La búsqueda, rescate y divulgación de canciones tradicionales principalmente de Andalucía.

- Creación de canciones propias, la mayoría de las veces de amplio contenido social.

- La musicación de una serie de poemas de autores más o menos consagrados que fuesen un buen cauce de expresión, entre otros cabe destacar autores como Miguel Hernández, Blas de Otero, Rafael Alberti, Federico García Lorca, Eduardo Álvarez Heyer entre otros.

Durante los años de la Transición, su música reflejaba el sentir de los españoles en unos años en que se pasaba del franquismo a la democracia. La canción «Libertad sin ira» (R. Baladés/P. Herrero) expresaba todo esto y se convirtió en un himno no oficial de aquel momento histórico. De hecho, el grupo fue elegido como el mejor del país por votación popular en 1975 y 1976. En 1975 también dedicaron una ópera rock titulada «Líder» a José Antonio Primo de Rivera, fundador de Falange Española.
Son muchos los componentes que a lo largo de estos años han contribuido al buen trabajo del grupo entre ellos nombres como Juan José Oña, Pepe Bulerías, Ines Romero, Toñi García, Rosa María Salas, Rosa Soler, José Luis Jerez Manfredi, Beachu G. Villate, Pepe Roca y Martirio entre otros. 
En la actualidad la formación de Jarcha  la componen: María Isabel Martín, Paloma Olier, Jesús Bola, Ángel Marchena, Tino Blanco y Rafael Castizo.
En su trayectoria Jarcha ha publicado, entre otros, los siguientes trabajos discográficos:

## Discografía
- 1974 Nuestra Andalucía
- 1975 Andalucía vive
- 1976 Cadenas
- 1976 Libertad sin ira
- 1977 En el nombre de España paz
- 1978 Por las pisadas
- 1980 Folclore de Andalucía
- 1980 Andalucía en pie
- 1981 Grandes canciones (doble CD recopilatorio)
- 1983 Recital C. M. San Juan Evangelista (Conciertos de Radio 3)
- 1984 A la memoria de Federico García Lorca
- 1991 Todo Jarcha (recopilatorio)
- 1992 Sentir el Sur
- 1994 Imagen de Andalucía
- 1995 Tierra que rozan dos mares
- 1996 Lo mejor de Jarcha
- 1997 Libertad sin ira y otros éxitos
- 2003 Sus 4 primeros discos en Zafiro (recopilatorio)
- A pasito seguro
- Elegía
- Himno de Andalucía
- 2008 Jarcha “En Vivo” y “Con Alma”
- 2010 El rayo que no cesa

## Discografía en colaboración con otros artistas
- 1974 Los números 1 del pop español 1974
- 1975 Los números 1 del pop español 1975
- 1976 Los números 1 del pop español 1976
- 1977 Los números 1 del pop español 1977
- 1992 A Tiempo (Diego Carrasco)
- 1993 Bso La Lola se va a los Puertos (Rocío Jurado)
- 1994 Los Jóvenes Flamencos -VOL 3
- 1996 Tributo a Manuel Pareja-Obregón
- 2003 Así canta nuestra tierra en Navidad
- 2004 Para la libertad (Cantautores)
- 2007 Historia del Pop y el Rock en España - Los 70
- 2007 Homenaje a R. Romero San Juan (Romero Quédate)
- 2008 La Saeta (Reencuentro de Camarón)
- 2009 Moderna tradición (Valderrama)

## Distinciones
- Calle con su nombre en Huelva en (2024).
- Medalla de Andalucía "Manuel Clavero" (2024).